# フシギ伝染
フシギ伝染（フシギでんせん）は、作・板橋雅弘、絵・おざわよしひさの児童書作品。2007年出版。都市伝説が少年向けにやさしく書かれている短編集。

## 登場人物
- ユミコ - 小学生。体育が得意で、楽譜が読めて、ユニークな絵を描くことができる。大学生の姉がいる。
- ユミコのクラスメイト
  - ショウイチ
  - イチロウ
  - ナオミ
  - アキヒロ
  - タモツ
  - シノ
  - マサタケ

## 書籍情報
- 『フシギ伝染』（岩崎書店 YA！フロンティア文庫）ISBN 978-4-265-07202-6
- 『フシギ症候群』（岩崎書店 YA！フロンティア文庫） ISBN 978-4-265-07209-5
- 『フシギ病院』（岩崎書店 YA！フロンティア文庫） ISBN 978-4-265-07217-0